# Comédie-Wagram
La Comédie-Wagram est une salle de théâtre parisienne située 4 bis rue de l'Étoile dans le 17e arrondissement de Paris et aujourd'hui disparue.
Elle est inaugurée le 28 mai 1926 sous le nom d'Œil de Paris, un cabaret de revues. Cinéma en 1929-1930, elle se tourne vers le théâtre et devient en 1933 le théâtre de 10 francs avant de redevenir cinéma en 1937 sous sa première appellation.
La salle est reprise en main à la Libération par Raymond Chamby, dit Papillon, et Maxime Fabert qui rebaptisent l'endroit Comédie-Wagram. Elle devient brièvement Foly-Étoile en 1959 et disparaît en 1964 lors d’une opération d’urbanisme de grande envergure entre la rue de l'Étoile et l’avenue des Ternes.
Maxime Fabert, Marc Camoletti, Boris Vian, Michel Leiris, Marthe Mercadier et beaucoup d'autres s'y produisirent avec succès.

## Spectacles représentés
Théâtre de l'Œil de Paris
- 1931 : L'Heure du Gigolo de Pierre Sabatier[1].
- 1931 : Le qu'en dira-t-on, de Pierre-Paul Fournier et Henry [2].

Comédie-Wagram
- 1948 : Interdit au public de Roger Dornès et Jean Marsan (création, 2 mai)
- 1950 : Le Don d’Adèle de Pierre Barillet et Jean-Pierre Grédy (21 janvier)
- 1953 : Le Collier de jade de Jean Sarment (création, 27 janvier)
- 1954 : La Machine à coudre de Jean Ferry et Claude Accursi (création, septembre)
- 1955 : La femme sera toujours la femme, revue nue...cléaire de Jean Marsan, musique de Georges Van Parys (création, mai)
- 1956 : Monsieur Masure de Claude Magnier (création, 12 mai)
- 1956 : Ce diable d'ange de Pierre Destailles et Charles Michel (création, 28 novembre)
- 1956 : Ce soir je dîne chez moi de Clare Kummer, adaptation de Nino (création française, 29 septembre)
- 1958 : Bonne Anna de Marc Camoletti
- 1959 : Mon ange de Solange Terac (février)
- 1960 : La Petite Vague de Geoffrey Thomas, adaptation d'Andrée Mery (création française, 4 février)
- 1961 : Remue-ménage de Pierre Leloir (création, 21 octobre)
- 1962 : Teresa-Angelica de Valentino Bompiani, adaptation de Pierre Sabatier (création française, 6 juin)
- La Quadrature du cercle de Valentin Kataïev
- La Farfada de Jean-Pierre Aumont
- Zoé de Jean Marsan